# Donji Prnjarovec
Donji Prnjarovec is een plaats in de gemeente Križ in de Kroatische provincie Zagreb. De plaats telt 66 inwoners (2001).